# Подкова (село)
 Тази статия е за село Подкова.  За предмета вижте Подкова.  
Подкова е село в Южна България. То се намира в община Кирково, област Кърджали.

## География
Село Подкова се намира в планински район, на около 15 км северно от прохода Маказа и ГКПП Маказа - Нимфея. В село Подкова се намира най-южната жп гара в България. Тя обслужва 7 населени места.

## Население
Преброяване на населението през 2011 г.
Численост и дял на етническите групи според преброяването на населението през 2011 г.:
|                     | Численост | Дял (в %) |
| Общо                | 357       | 100,00    |
| Българи             | 28        | 7,84      |
| Турци               | 303       | 84,87     |
| Цигани              | 0         | 0,00      |
| Други               | 0         | 0,00      |
| Не се самоопределят | 0         | 0,00      |
| Неотговорили        | 25        | 7,00      |

## Културни и природни забележителности
- Джамията на седемте моми е една от най-старите джамии в България. Построена е без използването на нито един пирон. Според легендата тя е била построена от 7 момичета, чиито любими не са се завърнали от война. Продали си цялата зестра, за да закупят материалите и за една вечер построили джамията. Повече никой не ги е видял. Смята се, че това е станало на 6 май и сега всяка година на този ден се събират хора от целия край в двора на джамията, чете се мевлид, коран и молитви. А гостите се гощават с пилаф.